# Фінн Стам
Фінн Стам (нід. Finn Stam; нар. 13 квітня 2003, Зандам) — нідерландський футболіст, півзахисник клубу АЗ, який на правах оренди виступає за «Гронінген».

## Клубна кар'єра
Почав займатися футболом в юнацькій команді «Фортуна Вормервер», після чого 2010 року перейшов у систему клубу «Аякс». 2016 року приєднався до футбольної академії АЗ. 21 червня 2021 року підписав з клубом свій перший професіональний контракт. 18 березня 2022 року дебютував у професіональному футболі в матчі Еерстедивізі проти клубу «Йонг Утрехт», вийшовши в стартовому складі. В сезоні 2022–23 в складі молодіжної команди АЗ став переможцем Юнацької ліги УЄФА.
28 квітня 2023 року в поєдинку Еерстедивізі проти клубу МВВ (Маастрихт) забив свій перший гол у професіональній кар'єрі. 25 травня 2023 року продовжив контракт з АЗ до 2025 року.
2 березня 2024 року дебютував за основний склад АЗ в матчі Ередивізі проти роттердамської «Спарти», замінивши Юкінарі Суґавару.
10 липня 2024 року на правах оренди перейшов у «Гронінген» до кінця сезону. 9 серпня 2024 року дебютував за «Гронінген» у матчі Ередивізі проти клубу НАК Бреда, вийшовши в стартовому складі.

## Статистика виступів
Станом на 11 травня 2025
| Клуб              | Сезон             | Чемпіонат         | Чемпіонат | Чемпіонат | Кубок | Кубок | Єврокубки | Єврокубки | Інші  | Інші | Всього | Всього |
| Клуб              | Сезон             | Дивізіон          | Матчі     | Голи      | Матчі | Голи  | Матчі     | Голи      | Матчі | Голи | Матчі  | Голи   |
| ----------------- | ----------------- | ----------------- | --------- | --------- | ----- | ----- | --------- | --------- | ----- | ---- | ------ | ------ |
| Йонг АЗ           | 2021–22           | Еерстедивізі      | 3         | 0         | 0     | 0     | —         | —         | 0     | 0    | 3      | 0      |
| Йонг АЗ           | 2022–23           | Еерстедивізі      | 23        | 1         | 0     | 0     | —         | —         | 0     | 0    | 23     | 1      |
| Йонг АЗ           | 2023–24           | Еерстедивізі      | 36        | 3         | 0     | 0     | —         | —         | 0     | 0    | 36     | 3      |
| Йонг АЗ           | Всього            | Всього            | 62        | 4         | 0     | 0     | 0         | 0         | 0     | 0    | 62     | 4      |
| АЗ                | 2023–24           | Ередивізі         | 1         | 0         | 0     | 0     | 0         | 0         | 0     | 0    | 1      | 0      |
| → Гронінген       | 2024–25           | Ередивізі         | 19        | 0         | 2     | 0     | —         | —         | 0     | 0    | 21     | 0      |
| Всього за кар'єру | Всього за кар'єру | Всього за кар'єру | 82        | 4         | 4     | 0     | 0         | 0         | 0     | 0    | 84     | 4      |

## Досягнення
АЗ
- Переможець Юнацької ліги УЄФА: 2022–23[16]